# Lista de regiões geográficas intermediárias e imediatas de Mato Grosso do Sul

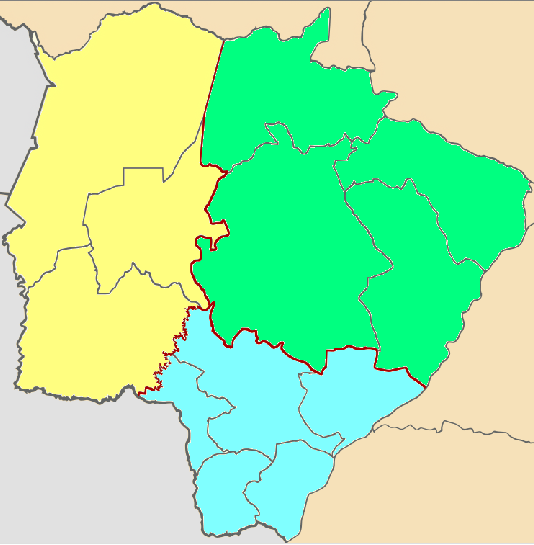
Limites das regiões intermediárias em vermelho e imediatas em cinza.

Esta é a lista de regiões geográficas intermediárias e imediatas de Mato Grosso do Sul, estado brasileiro da Região Centro-Oeste do país. Mato Grosso do Sul é composto por 79 municípios, que estão distribuídos em 12 regiões geográficas imediatas, que por sua vez estão agrupadas em três regiões geográficas intermediárias, segundo a divisão do Instituto Brasileiro de Geografia e Estatística (IBGE) vigente desde 2017. A primeira seção aborda as regiões geográficas intermediárias e suas respectivas regiões imediatas integrantes, enquanto que a segunda trata das regiões geográficas imediatas e seus respectivos municípios, divididas por regiões intermediárias e ordenadas pela codificação do IBGE.
As regiões geográficas intermediárias foram apresentadas em 2017, com a atualização da divisão regional do Brasil, e correspondem a uma revisão das antigas mesorregiões, que estavam em vigor desde a divisão de 1989. As regiões geográficas imediatas, por sua vez, substituíram as microrregiões. Na divisão vigente até 2017, os municípios do estado estavam distribuídos em onze microrregiões e quatro mesorregiões, segundo o IBGE.

## Regiões geográficas intermediárias
| Região geográfica intermediária | Código | Número de municípios | Regiões geográficas imediatas          | Código | Número de municípios |
| ------------------------------- | ------ | -------------------- | -------------------------------------- | ------ | -------------------- |
| Campo Grande                    | 5001   | 32                   | Campo Grande                           | 500001 | 13                   |
| Campo Grande                    | 5001   | 32                   | Três Lagoas                            | 500002 | 6                    |
| Campo Grande                    | 5001   | 32                   | Paranaíba-Chapadão do Sul- Cassilândia | 500003 | 6                    |
| Campo Grande                    | 5001   | 32                   | Coxim                                  | 500004 | 7                    |
| Dourados                        | 5002   | 34                   | Dourados                               | 500005 | 13                   |
| Dourados                        | 5002   | 34                   | Naviraí-Mundo Novo                     | 500006 | 6                    |
| Dourados                        | 5002   | 34                   | Nova Andradina                         | 500007 | 7                    |
| Dourados                        | 5002   | 34                   | Ponta Porã                             | 500008 | 3                    |
| Dourados                        | 5002   | 34                   | Amambai                                | 500009 | 5                    |
| Corumbá                         | 5003   | 13                   | Corumbá                                | 500010 | 2                    |
| Corumbá                         | 5003   | 13                   | Jardim                                 | 500011 | 7                    |
| Corumbá                         | 5003   | 13                   | Aquidauana-Anastácio                   | 500012 | 4                    |

## Regiões geográficas imediatas por regiões intermediárias

### Campo Grande
| Região geográfica imediata              | Código | Municípios               |
| --------------------------------------- | ------ | ------------------------ |
| Campo Grande                            | 500001 | Bandeirantes             |
| Campo Grande                            | 500001 | Camapuã                  |
| Campo Grande                            | 500001 | Campo Grande             |
| Campo Grande                            | 500001 | Corguinho                |
| Campo Grande                            | 500001 | Dois Irmãos do Buriti    |
| Campo Grande                            | 500001 | Jaraguari                |
| Campo Grande                            | 500001 | Nova Alvorada do Sul     |
| Campo Grande                            | 500001 | Ribas do Rio Pardo       |
| Campo Grande                            | 500001 | Rio Negro                |
| Campo Grande                            | 500001 | Rochedo                  |
| Campo Grande                            | 500001 | São Gabriel do Oeste     |
| Campo Grande                            | 500001 | Sidrolândia              |
| Campo Grande                            | 500001 | Terenos                  |
| Três Lagoas                             | 500002 | Água Clara               |
| Três Lagoas                             | 500002 | Bataguassu               |
| Três Lagoas                             | 500002 | Brasilândia              |
| Três Lagoas                             | 500002 | Santa Rita do Pardo      |
| Três Lagoas                             | 500002 | Selvíria                 |
| Três Lagoas                             | 500002 | Três Lagoas              |
| Paranaíba- Chapadão do Sul- Cassilândia | 500003 | Aparecida do Taboado     |
| Paranaíba- Chapadão do Sul- Cassilândia | 500003 | Cassilândia              |
| Paranaíba- Chapadão do Sul- Cassilândia | 500003 | Chapadão do Sul          |
| Paranaíba- Chapadão do Sul- Cassilândia | 500003 | Inocência                |
| Paranaíba- Chapadão do Sul- Cassilândia | 500003 | Paraíso das Águas        |
| Paranaíba- Chapadão do Sul- Cassilândia | 500003 | Paranaíba                |
| Coxim                                   | 500004 | Alcinópolis              |
| Coxim                                   | 500004 | Costa Rica               |
| Coxim                                   | 500004 | Coxim                    |
| Coxim                                   | 500004 | Figueirão                |
| Coxim                                   | 500004 | Pedro Gomes              |
| Coxim                                   | 500004 | Rio Verde de Mato Grosso |
| Coxim                                   | 500004 | Sonora                   |

### Dourados
| Região geográfica imediata | Código | Municípios            |
| -------------------------- | ------ | --------------------- |
| Dourados                   | 500005 | Caarapó               |
| Dourados                   | 500005 | Deodápolis            |
| Dourados                   | 500005 | Douradina             |
| Dourados                   | 500005 | Dourados              |
| Dourados                   | 500005 | Fátima do Sul         |
| Dourados                   | 500005 | Glória de Dourados    |
| Dourados                   | 500005 | Itaporã               |
| Dourados                   | 500005 | Jateí                 |
| Dourados                   | 500005 | Juti                  |
| Dourados                   | 500005 | Laguna Carapã         |
| Dourados                   | 500005 | Maracaju              |
| Dourados                   | 500005 | Rio Brilhante         |
| Dourados                   | 500005 | Vicentina             |
| Naviraí-Mundo Novo         | 500006 | Eldorado              |
| Naviraí-Mundo Novo         | 500006 | Iguatemi              |
| Naviraí-Mundo Novo         | 500006 | Itaquiraí             |
| Naviraí-Mundo Novo         | 500006 | Japorã                |
| Naviraí-Mundo Novo         | 500006 | Mundo Novo            |
| Naviraí-Mundo Novo         | 500006 | Naviraí               |
| Nova Andradina             | 500007 | Anaurilândia          |
| Nova Andradina             | 500007 | Angélica              |
| Nova Andradina             | 500007 | Batayporã             |
| Nova Andradina             | 500007 | Ivinhema              |
| Nova Andradina             | 500007 | Nova Andradina        |
| Nova Andradina             | 500007 | Novo Horizonte do Sul |
| Nova Andradina             | 500007 | Taquarussu            |
| Ponta Porã                 | 500008 | Antônio João          |
| Ponta Porã                 | 500008 | Aral Moreira          |
| Ponta Porã                 | 500008 | Ponta Porã            |
| Amambai                    | 500009 | Amambai               |
| Amambai                    | 500009 | Coronel Sapucaia      |
| Amambai                    | 500009 | Paranhos              |
| Amambai                    | 500009 | Sete Quedas           |
| Amambai                    | 500009 | Tacuru                |

### Corumbá
| Região geográfica imediata | Código | Municípios           |
| -------------------------- | ------ | -------------------- |
| Corumbá                    | 500010 | Corumbá              |
| Corumbá                    | 500010 | Ladário              |
| Jardim                     | 500011 | Bela Vista           |
| Jardim                     | 500011 | Bonito               |
| Jardim                     | 500011 | Caracol              |
| Jardim                     | 500011 | Guia Lopes da Laguna |
| Jardim                     | 500011 | Jardim               |
| Jardim                     | 500011 | Nioaque              |
| Jardim                     | 500011 | Porto Murtinho       |
| Aquidauana-Anastácio       | 500012 | Anastácio            |
| Aquidauana-Anastácio       | 500012 | Aquidauana           |
| Aquidauana-Anastácio       | 500012 | Bodoquena            |
| Aquidauana-Anastácio       | 500012 | Miranda              |